# Yavapai County
Yavapai County is een county in de Amerikaanse staat Arizona.
De county heeft een landoppervlakte van 21.039 km² en telt 167.517 inwoners (volkstelling 2000).